# 帝國海軍總司令部 (德國)
帝國海軍總司令部（德語：Kaiserliches Oberkommando der Marine）是德意志帝國海軍繼「帝國海軍部」後第二代的最高司令部機關，在德國皇帝威廉二世決心自己掌控整支海軍後，海軍總司令部被解散，大部人員轉至「海軍參謀本部」服務。

## 總司令列表
- 馬克斯·馮·德戈爾茨（德语：Max von der Goltz）中將--1889年4月1日至1895年3月8日
- 愛德華·馮·克諾爾（德语：Eduard von Knorr）上將--1895年3月8日至1899年3月14日